# Roadracing-VM 1960
| Klass   | Mästare individuellt          | Mästare konstruktörer |
| ------- | ----------------------------- | --------------------- |
| 500GP   | John Surtees                  | MV Agusta             |
| 350GP   | John Surtees                  | MV Agusta             |
| 250GP   | Carlo Ubbiali                 | MV Agusta             |
| 125GP   | Carlo Ubbiali                 | MV Agusta             |
| Sidvagn | Helmut Fath/Alfred Wohlgemuth | BMW                   |

Världsmästerskapen i Roadracing 1960 arrangerades  av F.I.M. Säsongen bestod av sju Grand Prix i fem klasser: 500cc, 350cc, 250cc, 125cc och Sidvagnar 500cc. Den inleddes 22 maj med Frankrikes Grand Prix och avslutades med Nationernas Grand Prix i Italien den 11 september.

## Säsongen i sammanfattning
MV Agusta fortsatte att dominera. Deras fabriksförare tog fyra VM-titlar. Britten John Surtees försvarade sina VM-titlar i 500cc- och 350cc-klasserna för tredje året i rad och italienaren Carlo Ubbiali försvarade sina titlar i 250cc och 125cc.

## 1960 års Grand Prix-kalender
| Omgång | Datum | Grand Prix               | Bana                     | Segrare 125cc | Segrare 250cc | Segrare 350cc | Segrare 500cc | Segrare Sidvagn |
| ------ | ----- | ------------------------ | ------------------------ | ------------- | ------------- | ------------- | ------------- | --------------- |
| 1      | 22/5  | Frankrike                | Circuit de Charade       |               |               | Gary Hocking  | John Surtees  | Fath/Wohlgemuth |
| 2      | 17/6  | Isle of Man TT           | Snaefell mountain course | Carlo Ubbiali | Gary Hocking  | John Hartle   | John Surtees  | Fath/Wohlgemuth |
| 3      | 25/6  | TT Assen                 | TT Circuit Assen         | Carlo Ubbiali | Carlo Ubbiali | John Surtees  | Remo Venturi  | Harris/Campbell |
| 4      | 3/7   | Belgien                  | Spa-Francorchamps        | Ernst Degner  | Carlo Ubbiali |               | John Surtees  | Fath/Wohlgemuth |
| 5      | 24/7  | Västtyskland             | Solitudering             |               | Gary Hocking  |               | John Surtees  | Fath/Wohlgemuth |
| 6      | 6/8   | Ulster                   | Dundrod Circuit          | Carlo Ubbiali | Carlo Ubbiali | John Surtees  | John Hartle   |                 |
| 7      | 11/9  | Italien - Nationernas GP | Monza                    | Carlo Ubbiali | Carlo Ubbiali | Gary Hocking  | John Surtees  |                 |

### Poängräkning
De sex främsta i varje race fick poäng enligt tabellen nedan. De fyra bästa resultaten räknades i mästerskapen för samtliga klasser.
| Plats | 1 | 2 | 3 | 4 | 5 | 6 |
| ----- | - | - | - | - | - | - |
| Poäng | 8 | 6 | 4 | 3 | 2 | 1 |